# Fernando "Soluço" di Piero
Fernando «Soluço» di Piero (São Paulo, Brasil, 12 de mayo de 1980) es un luchador de artes marciales mixtas (MMA), campeón del EFC y el Grand Prix FMP de México.
Ha incursionado en el jiu-jitsu brasileño (BBJ) en el Ecuador y Perú siendo uno de los entrenadores y peleadores más importantes de estos dos países.

## Historia
Antes de empezar en el Jiu Jitsu, Fernando hizo sus primeros pasos en las artes marciales en el Judo, continuando hasta obtener el cinturón negro en dicha disciplina.
Soluço empezó su entrenamiento en el Jiu Jitsu con Roberto Lage consiguiendo así su cinturón azul y violeta, pero luego pasó a formar parte del Alliance Team dirigido por Fabio Gurgel con el que consiguió su cinturón café y negro.
Actualmente se encuentra en Ecuador y ha sido profesor de grandes exponentes del Jiu Jitsu como lo son los hermanos Iturralde (Francisco Iturralde, Juan Miguel Iturralde y Leonardo Iturralde)
Empezó en el MMA en el 2009.

## Logros

### Brazilian Jiu Jitsu[5]
- Brazilian National Champion (2003 brown open weight)
- 2x European Open Silver Medallist (2005, 2010)
- 2x Brazilian National Silver Medallist (2002 & 2003 brown)
- Pan American Silver Medallist (2003 brown open weight)
- 2x World Bronze Medallist (2003 & 2002 brown)
- Brazilian National Silver Medallist (2006 open weight)

### Mixed Martial Arts
- Ecuadorian Fighting Championship[6]
  - Heavyweight Champion (One time)
- Grand Prix FMP
  - Winner (One time)

## Mixed Martial Arts Record
| Resultado | Récord | Oponente            | Método                         | Evento                         | Fecha                    | Round | Tiempo | Lugar              | Notas                                      |
| Derrota   | 9–2    | Ben Reiter          | Decisión (unánime)             | Inka FC 12 - Revenge           | 17 de agosto de 2011     | 3     | 5:00   | Lima, Perú         |                                            |
| Victoria  | 9–1    | Jackson Mora        | Decisión (unánime)             | Inka FC 12 - Revenge           | 17 de agosto de 2011     | 3     | 5:00   | Lima, Perú         |                                            |
| Victoria  | 8–1    | Mike Gutiérrez      | Submisión (Armbar)             | Grand Prix FMP - 2011          | 30 de junio de 2011      | 1     | 2:12   | Chihuahua, México  | Pelea por el campeonato del Grand Prix FMP |
| Victoria  | 7–1    | Julio Cesar Cruz    | Submisión (Kimura)             | Grand Prix FMP - 2011          | 30 de junio de 2011      | 1     | 3:09   | Chihuahua, México  |                                            |
| Victoria  | 6–1    | Mark Huerta         | Submisión (Armbar)             | Grand Prix FMP - 2011          | 30 de junio de 2011      | 1     | 2:21   | Chihuahua, México  |                                            |
| Victoria  | 5–1    | Michael Valeriano   | TKO (Corner Stoppage)          | EFC 8 - Ecuador vs. Perú       | 15 de octubre de 2010    | 1     | 5:00   | Guayaquil, Ecuador |                                            |
| Victoria  | 4–1    | Raul Jiménez        | Submisión (Arm-Triangle Choke) | EFC 7 - Gacho vs. Soluco       | 2 de julio de 2010       | 3     | 4:24   | Guayaquil, Ecuador |                                            |
| Victoria  | 3–1    | Jackson Mora        | Submisión (Kimura)             | EFC 3 - Punisher 3             | 10 de julio de 2009      | 2     | 3:26   | Guayaquil, Ecuador |                                            |
| Derrota   | 2–1    | Fernando Roca Duany | Decisión (Unánime)             | MAF - Martial Arts Festival 16 | 24 de abril de 2009      | 3     | 5:00   | Lima, Perú         |                                            |
| Victoria  | 2–0    | Joctan Onate        | Submisión (Armbar)             | EFC 1 - Punisher               | 13 de marzo de 2009      | 5     | 2:54   | Guayaquil, Ecuador |                                            |
| Victoria  | 2–0    | Alfredo Correa      | TKO (Punches)                  | MCC - Maximos Gym Combat 2     | 12 de septiembre de 2008 | 2     | 2:20   | Lima, Perú         |                                            |